# Elvira Holmström
Thekla Elvira Holmström, född 30 april 1850, död 25 februari 1899 i Stockholm, var en svensk konstnär.
Hon var dotter till bokbindaren Gustaf Ferdinand Björkman och Olivia Carolina Hasselquist och från 1878 gift med handlaren Oscar Holmström. Hon studerade vid Konstakademien i Stockholm 1872–1877. Hon medverkade i med ett antal tavlor vid Konstakademiens utställning 1875 och efter studierna ställde hon ut med Konstföreningen för södra Sverige. Holmström är representerad vid Malmö museum. Hon är begravd på Norra begravningsplatsen utanför Stockholm.